# First Nations Experience

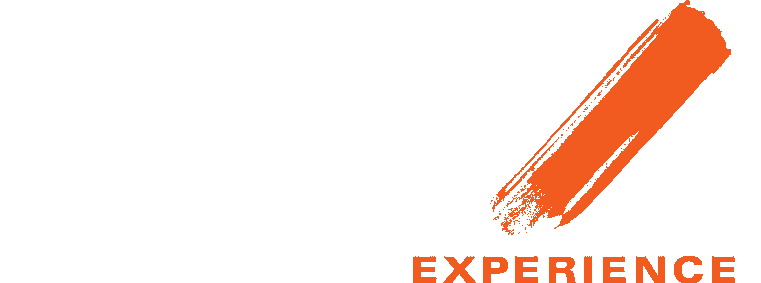
Logo de la empresa

First Nations Experience (FNX) es una red de televisión sin fines de lucro en San Bernardino, California, propiedad del Distrito de Colegios Comunitarios de San Bernardino. La red, creado por el director ejecutivo Charles Fox, se transmite desde los estudios de KVCR-TV ubicados en el Colegio Comunitario del Valle de San Bernardino. FNX es la primera y única red de transmisión dirigida a los indígenas de América, al púbico indígena global y a los consumidores de las culturas indígenas de Estados Unidos.

## Historia
First Nation Experience se lanzó el 25 de septiembre de 2011 bajo el liderazgo del director ejecutivo Charles Fox a través de una donación de $6 millones de su socio fundador, la Banda San Manuel de Indios de Misión. El 1 de noviembre de 2014, FNX estuvo disponible vía satélite para cientos de proveedores de servicio de televisión sin fines de lucro en los Estados Unidos, incluidas estaciones públicas (especialmente los miembros de PBS), comunitarias, tribales, religiosas y otras. En esta fecha, FNX estuvo disponible a través de un receptador de satélite configurado a 125° Oeste desde el Servicio de Satélite PBS.
En 2015, la Banda San Manuel otorgó a FNX una segunda donación de $6 millones para ayudar a expandir la estación. Actualmente, la red llega a 47 millones de espectadores en los Estados Unidos.

## Programación
- Lista de los programas Retransmitidos por FNX

## Afilias
| Canal | Estación  | Ubicación                   | Propietario                                                            |
| ----- | --------- | --------------------------- | ---------------------------------------------------------------------- |
| 9.4   | KUAC-TV   | Fairbanks, Alaska           | University of Alaska                                                   |
| 29.1  | KGRQ-LD   | Stotonic Village, Arizona   | Gila River Telecommunications                                          |
| 13.4  | KEET      | Eureka, California          | Redwood Empire Public Television, Inc.                                 |
| 9.3   | KIXE-TV   | Redding, California         | Northern California Educational Television                             |
| 24.2  | KVCR-DT   | San Bernardino, California  | San Bernardino Community College                                       |
| 12.2  | KBDI-TV   | Broomfield, Colorado        | Colorado Public Television                                             |
| 9.2   | KAWE      | Bemidji, Minnesota          | Northern Minnesota Public Television                                   |
| 22.2  | KAWB      | Brainerd, Minnesota         | Northern Minnesota Public Television                                   |
| 5.3   | KNME-TV   | Albuquerque, Nuevo México   | University of New Mexico                                               |
| 3.4   | KENW (TV) | Portales, Nuevo México      | Eastern New Mexico University                                          |
| 18.3  | WNPI-DT   | Norwood, New York           | St. Lawrence Valley Educational Television Council, Inc.               |
| 16.3  | WPBS-TV   | Watertown, New York         | St. Lawrence Valley Educational Television Council, Inc.               |
| 14.11 | WTNG-CD   | Lumberton, North Carolina   | Mercy's Bridge Media, LLC                                              |
| 35.2  | KRSU-TV   | Claremore, Oklahoma         | Rogers State University                                                |
| 47.1  | K47MU-D   | Concho, Oklahoma            | Cheyenne-Arapaho                                                       |
| 9.3   | KUEN      | Ogden, Utah                 | Utah State Board of Regents                                            |
| 7.5   | KSPS      | Spokane, Washington         | Spokane Public Schools                                                 |
| 32.1  | K32EL-D   | Shoshoni, Wyoming           | Utah State Board of Regents                                            |
| 60.5  | KPJK      | San Mateo, California       | Northern California Public Media                                       |
| 4.11  | KRDK-TV   | Fargo, North Dakota         | Major Market Broadcasting (Parker Broadcasting of Dakota License, LLC) |
| 22.4  | WRJK-LP   | Arlington Heights, Illinois | Major Market Broadcasting                                              |
| 28.3  | KBTC-TV   | Tacoma, Washington          | Bates Technical College                                                |
| 15.3  | KCKA      | Centralia, Washington       | Bates Technical College                                                |
| 14.1  | WNDT-CD   | New York, New York          | WNET                                                                   |
| 46.1  | WMBQ-CD   | New York, New York          | WNET                                                                   |
| 45.1  | WNEO      | Alliance, Ohio              | Western Reserve Public Media                                           |
| 49.3  | WEAO      | Akron, Ohio                 | Western Reserve Public Media                                           |
| 20.1  | WYCC      | Chicago, Illinois           | Window to the World Communications, Inc.                               |
| 51.2  | WEIU-TV   | Charleston, Illinois        | Eastern Illinois University                                            |